# Simon’s Town

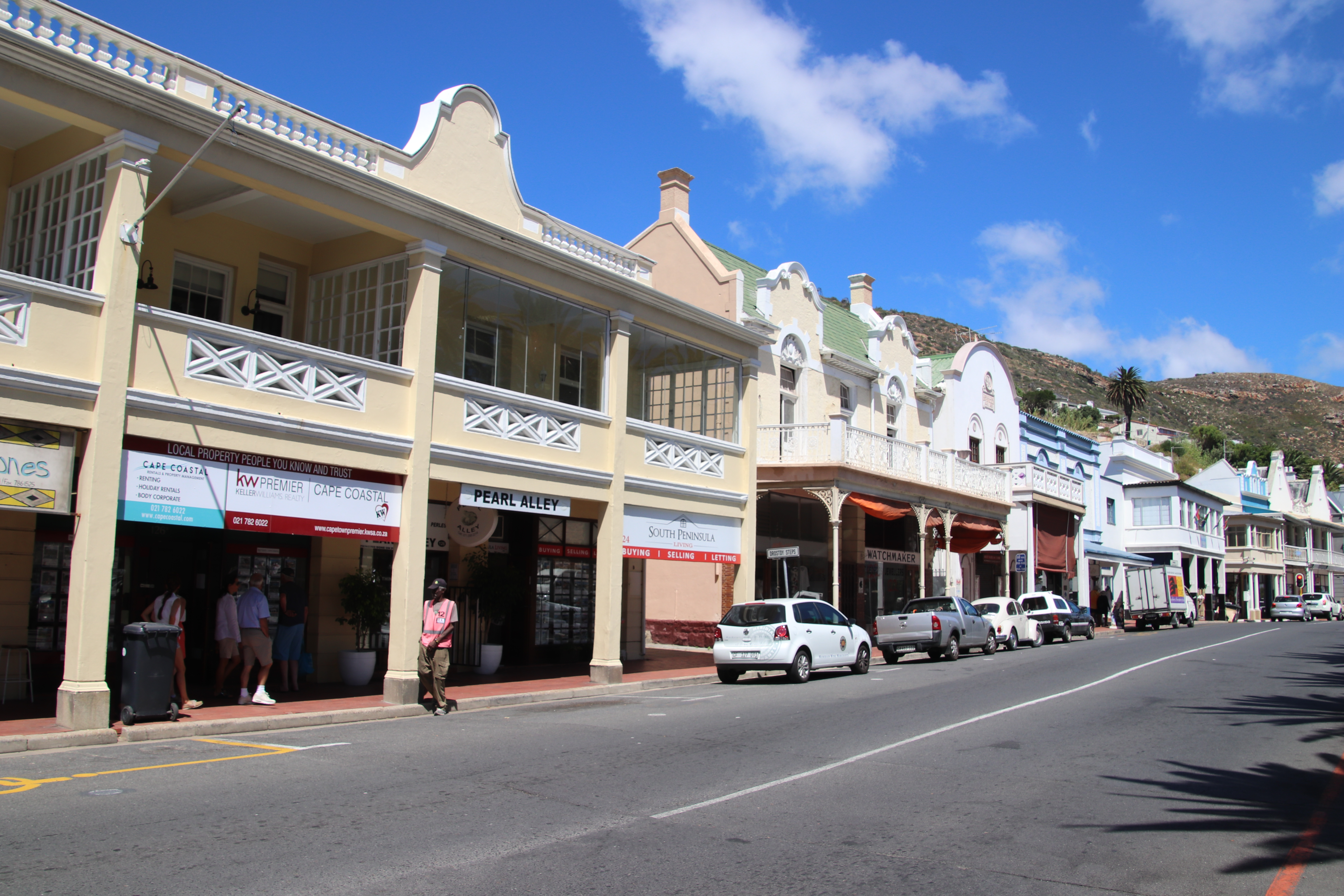
St. George-Street (Februar 2018)

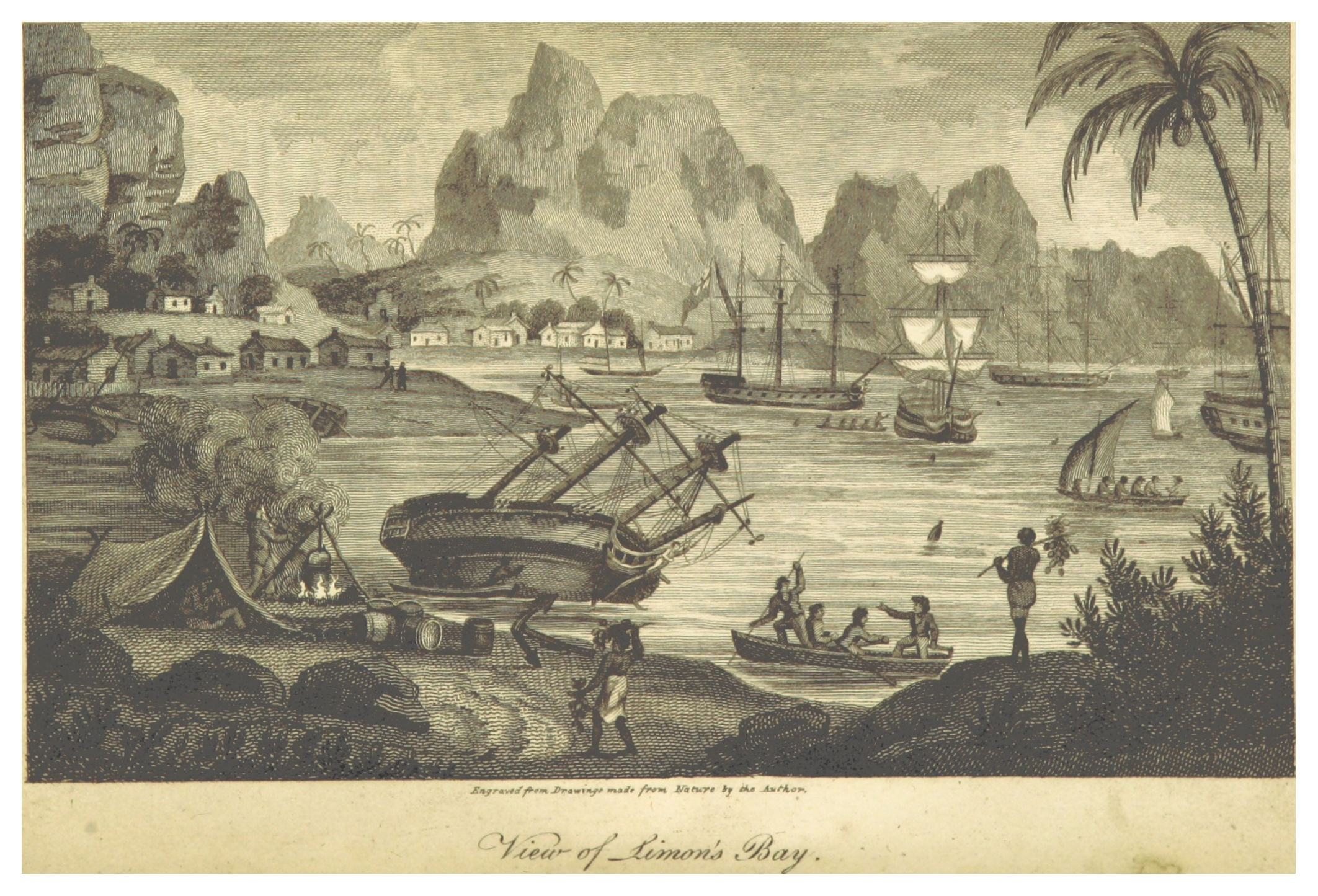
Simon’s Bay, 1806

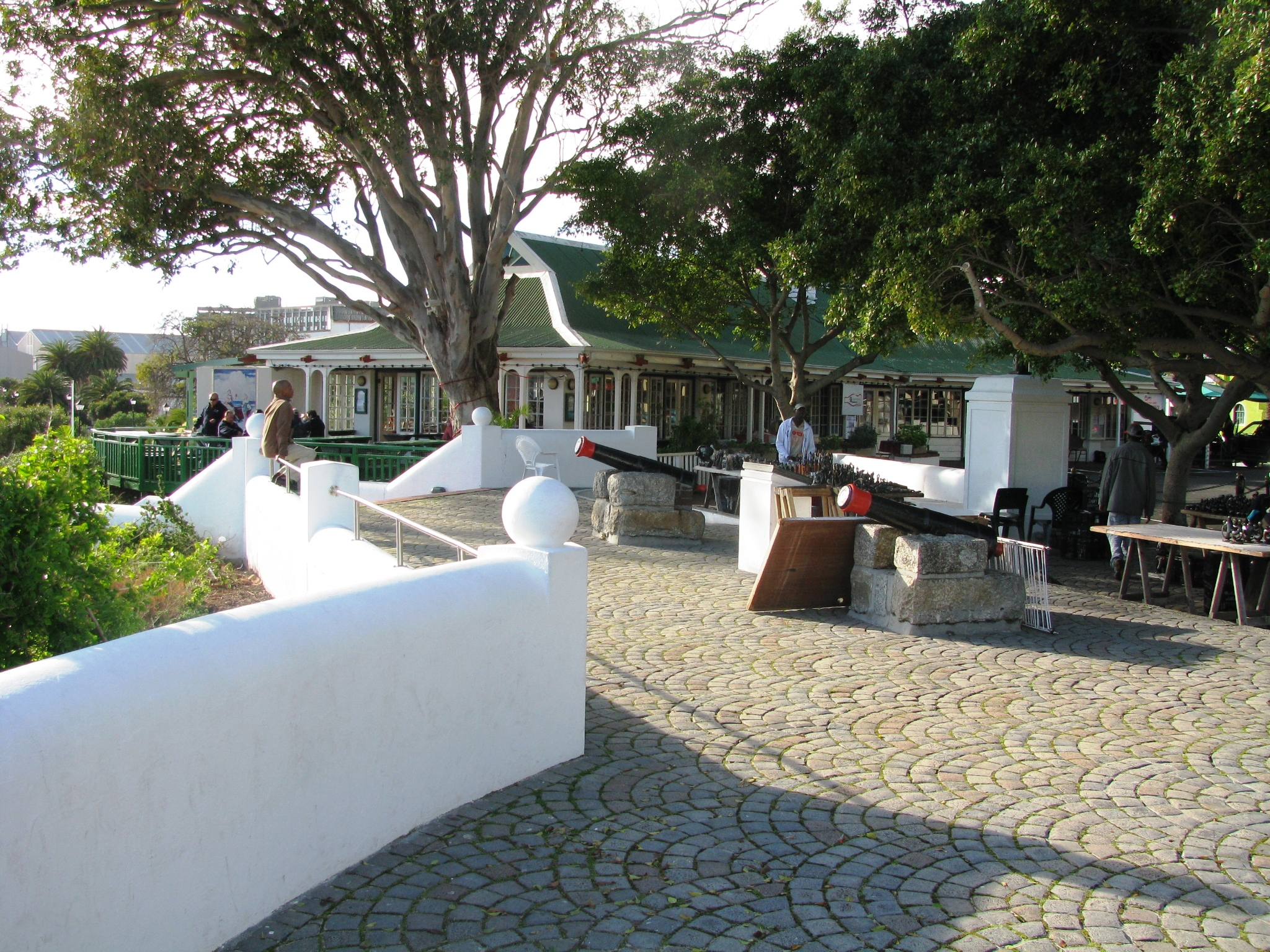
Jubilee Square

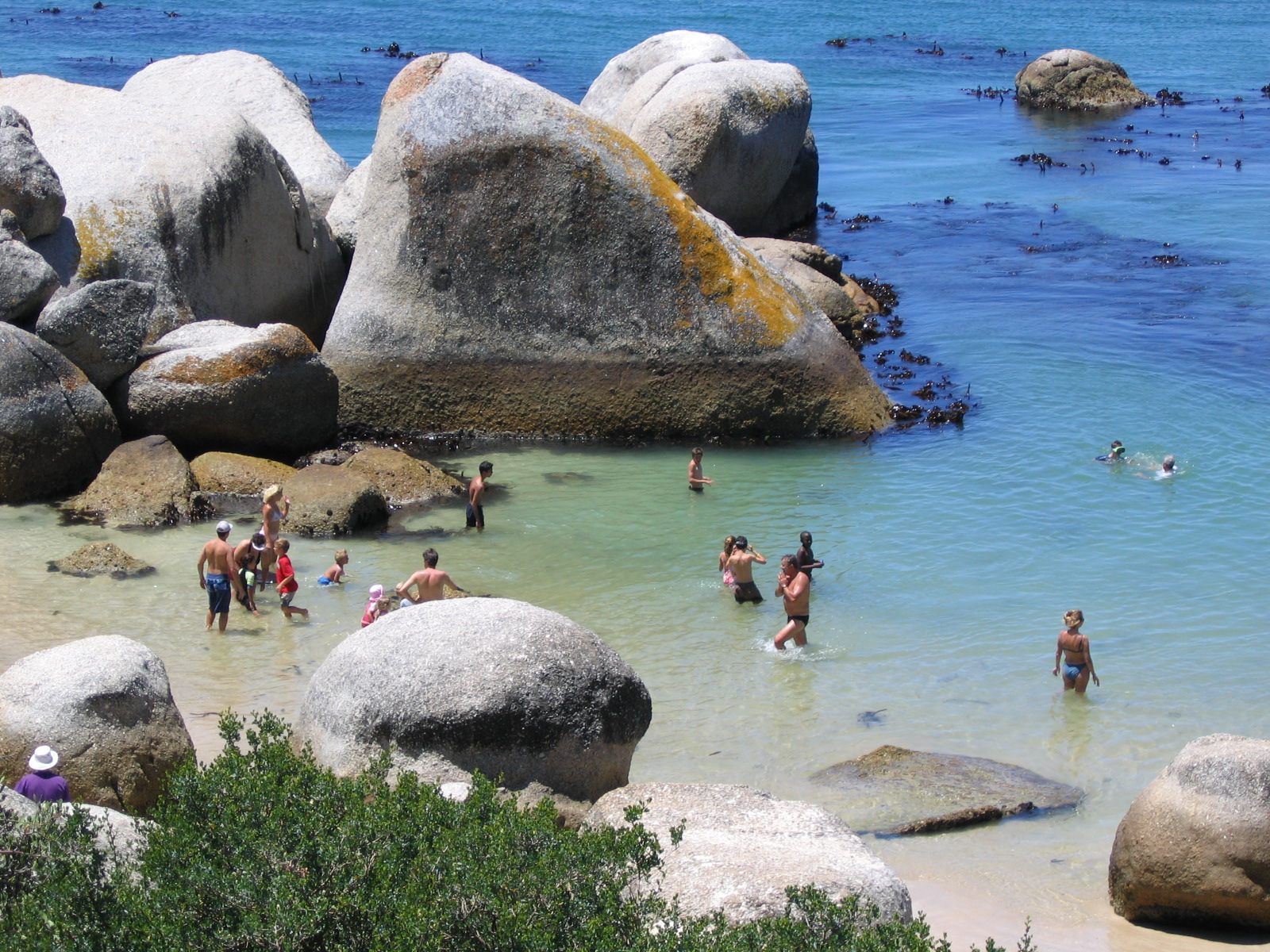
Boulders Beach

Simon’s Town (gelegentlich auch Simonstown; Afrikaans Simonstad) ist ein Stadtteil der Metropolgemeinde Kapstadt in der Provinz Westkap in Südafrika. Er hatte im Jahre 2011 gemäß der Volkszählung 6569 Einwohner in 2317 Haushalten.
Die ehemals eigenständige Stadt wurde  nach Kap-Gouverneur Simon van der Stel benannt, der 1687 erkannte, dass die False Bay während der Wintermonate ein idealer Ankerplatz für die niederländische Flotte sein konnte.

## Geografie
Der Hafenort liegt an der Westküste der False Bay. Die False Bay liegt südlich von Kapstadt an der Ostseite der Kap-Halbinsel und südlich der Cape Flats, jedoch westlich vom Nadelkap und ist somit entgegen weit verbreiteter Meinung eine Bucht des Atlantischen, nicht des Indischen Ozeans.
Simon’s Town ist durch die Southern Line der Metrorail Kapstadt an das südafrikanische Eisenbahnnetz angeschlossen. Ab Fish Hoek ist die Strecke aber nur mehr eingleisig und jeder zweite Zug endet dort.
| Ocean View, Kap-Halbinsel         | Glencairn, Fish Hoek                        | False Bay |
| Schuster’s Bay, Kap-Halbinsel     | Kompassrose, die auf Nachbargemeinden zeigt | False Bay |
| Kap-Halbinsel, Redhill Settlement | Kap der Guten Hoffnung, Atlantischer Ozean  | False Bay |

## Geschichte

### Allgemein
Der Gouverneur Gustaaf Willem van Imhoff war es, der hier 1747 einen Hafen mit Dockanlagen errichten ließ. Seit über zwei Jahrhunderten ist Simon’s Town ein bedeutender Marinestützpunkt (Simon’s Town Naval Base) im südlichen Afrika.

### Simon’s Town Agreement
Von 1806 bis 16. Juni 1975 wurde die Simon’s Town Naval Base von der Royal Navy genutzt. Diese Nutzung gemeinsam mit den südafrikanischen Streitkräften (vorrangig South African Navy) entsprach einem am 30. Juni 1955 zwischen der Südafrikanischen Union, dem Vereinigten Königreich und dem Commonwealth of Nations über die Verteidigung der Seewege um Südafrika geschlossenen Abkommen (Simon’s Town Agreement). Nach der Parlamentswahl von 1948 drängte die Regierung Malan auf die unverzügliche Überführung der Marinebasis unter die südafrikanische Kontrolle. Das entsprach einer politischen Forderung der Nationalisten seit den 1920er Jahren. Die Simon’s Town Naval Base wurde am 2. April 1957 formell an die Südafrikanische Union übergeben. Die Royal Navy konnte entsprechend den Vereinbarungen diesen Stützpunkt im Frieden oder im Kriegsfalle zusammen mit möglichen Alliierten nutzen, auch wenn Südafrika am Konflikt nicht beteiligt sein würde. Das versetzte die Briten weiterhin in die Lage, den Südatlantik und den südlichen Indischen Ozean einschließlich der Straße von Mosambik militärisch zu kontrollieren. Für den Bereich Südafrika übernahm die South African Navy die operationelle Verantwortung, wodurch sie eine beispiellose Entwicklung zwischen 1955 und 1963 erlebte.
Im Zeichen des Kalten Kriegs und insbesondere durch die sowjetische Militärpräsenz in Afrika wurden hier die Kapazitäten zur U-Boot-Bekämpfung und Seeminenabwehr schwerpunktmäßig ausgebaut. Parallel kam es zur Aufrüstung bei der South African Air Force. Als Folge des Simon’s Town Agreement räumte die südafrikanische Marine ihre Basis auf Salisbury Island im Hafen von Durban. In der Folge des Austritts Südafrikas aus dem Commonwealth und der Reduzierung britischer Militärpräsenz in der Region durch die Schließung des South Atlantic and South America Command sowie des wachsenden internationalen Drucks im Ergebnis von UN-Sanktionen erwuchs für Südafrika ein stärkerer Einfluss bei der Nutzung der Marinebasis.
Als die Labour Party 1974 infolge der Wahlen wieder die Regierung im Vereinigten Königreich stellte, verhängte das Kabinett unter Premierminister Harold Wilson ein totales Waffenembargo gegen Südafrika und stornierte bereits vereinbarte Lieferungen. Das führte zur Rückfrage der südafrikanischen Regierung in London, ob das Vereinigte Königreich die Vereinbarungen des Simon’s Town Agreement in der bisherigen Form weiter ausüben möchte. In Folge dieser Kontroverse wurde es zum 16. Juni 1975 gekündigt.
Südafrika baute die Basis weiter aus. Sie erhielt ein Dock zur Wartung von U-Booten, ergänzt durch ein modernes Kommunikationszentrum U-Boot-Marine in einem Höhenrücken bei Fish Hoek, ergänzt durch Nebenzentren in Walvis Bay und Durban.

## Sehenswürdigkeiten
- Südlich von Simon’s Town liegt der Strand Boulders Beach, so genannt nach den gewaltigen Granitfelsen, die über den Sandstrand versprengt sind. Hier leben seit 1985 Brillenpinguine in einer von nur insgesamt drei Pinguin-Festland-Kolonien in ganz Südafrika.
- Der Einfluss der britischen Kolonialmacht ist an den im viktorianischen Stil erbauten Häusern sichtbar, die entlang der Hauptstraße stehen.
- Es gibt im Ort drei Museen:

- Simon’s Town Heritage Museum
- Simon’s Town Museum
- South African Navy Museum

## Söhne und Töchter der Stadt
- Peter Clarke (1929–2014), südafrikanischer Künstler, Buchillustrator, Dichter und Buchbinder
- Zola Skweyiya (1943–2018), südafrikanischer Jurist und Politiker
- Nigel Guild (* 1949), britischer Seeoffizier der Royal Navy

## Sonstiges
Im Dezember 2023 brach über den Hügeln Simon’s Towns ein Waldbrand aus, der zu einem Großeinsatz der Feuerwehr und der Evakuierung mehrerer Häuser im Ort führte.